# 11484 Daudet
11484 Daudet è un asteroide della fascia principale. Scoperto nel 1988, presenta un'orbita caratterizzata da un semiasse maggiore pari a 2,6807389 UA e da un'eccentricità di 0,0644851, inclinata di 2,95004° rispetto all'eclittica.